# KHL 2008/09
Die Saison 2008/09 der Kontinentalen Hockey-Liga war die erste Spielzeit der neu gegründeten russischen Eishockeyprofiliga. Die reguläre Saison startete am 2. September 2008 und endete am 26. Februar 2009. Danach folgten die Playoffs, deren Sieger Ak Bars Kasan den Gagarin-Pokal erhielt.
Die Liga startete mit 24 Mannschaften aus Russland, Kasachstan, Lettland und Belarus in ihre Premierensaison, darunter die 20 Teilnehmer an der ehemaligen Superliga aus der Vorsaison. Im Vorfeld der Spielzeit wurde Awtomobilist Jekaterinburg durch Chimik Woskressensk ersetzt, da Jekaterinburg mit finanziellen Problemen zu kämpfen hatte.

## Modus
In der regulären Saison treffen die Teams, die in vier Divisionen zu je sechs Mannschaften unterteilt sind, in jeder Division viermal aufeinander und zweimal gegen jede andere Mannschaft, wodurch jede Mannschaft 56 Spiele bestreitet.
Für einen Sieg in der regulären Spielzeit von 60 Minuten erhält eine Mannschaft drei Punkte, der unterlegene Gegner geht leer aus. Bei Siegen in der Overtime oder im Shootout bekommt eine Mannschaft lediglich zwei Punkte, während der Verlierer immerhin noch einen Punkt erhält.
Im Anschluss an die reguläre Saison folgen die Playoffs, für die sich die 16 punktbesten Mannschaften qualifizieren. Die Divisions-Sieger nehmen dabei auf der Setzliste die ersten vier Positionen ein. Die ersten beiden Playoff-Runde werden im Modus Best-of-Five ausgespielt, die Halbfinalserien sowie die Finalserie im Modus Best-of-Seven.
| Barys Astana |

|  |

| Amur Chabarowsk |

| Awangard Omsk |

| Salawat Julajew Ufa |

| Sibir Nowosibirsk |

| Metallurg Nowokusnezk |

| Lokomotive Jaroslawl |

| HK Witjas |

| Neftechimik Nischnekamsk |

| Ak Bars Kasan |

| Metallurg Magnitogorsk |

| Dinamo Minsk |

|  |

| Torpedo Nischni Nowgorod |

| SKA Sankt Petersburg |

| Dinamo Riga |

| Lada Toljatti |

| Traktor Tscheljabinsk |

| Sewerstal Tscherepowez |

|  |

| Großraum Moskau |

| Großraum Moskau: Moskau: Dynamo () Spartak () ZSKA () Moskauer Oblast: MWD Balaschicha () Atlant Moskowskaja Oblast () Witjas Tschechow () Chimik Woskressensk () |

## Hauptrunde

### Abschlusstabellen
Abkürzungen: Sp = Spiele, S = Siege, OTS = Siege nach Overtime, SOS = Siege nach Shootout, SON = Niederlagen nach Shootout, OTN = Niederlagen nach Overtime, N = Niederlagen, Pkt = Punkte

Erläuterungen: In Klammern befindet sich die Platzierung innerhalb der Conference;       = Playoff-Qualifikation,       = Diwisionssieger,       = Hauptrundenerster, Champions-Hockey-League-Qualifikant
| Bobrow Diwision               | Sp | S  | OTS | SOS | SON | OTN | N  | Tore    | Pkt |
| ----------------------------- | -- | -- | --- | --- | --- | --- | -- | ------- | --- |
| Salawat Julajew Ufa (1)       | 56 | 38 | 4   | 1   | 2   | 3   | 8  | 203:116 | 129 |
| Atlant Moskowskaja Oblast (5) | 56 | 35 | 3   | 4   | 1   | 2   | 11 | 189:111 | 122 |
| HK Spartak Moskau (9)         | 56 | 26 | 1   | 5   | 1   | 2   | 21 | 173:158 | 93  |
| Sewerstal Tscherepowez (17)   | 56 | 19 | 1   | 7   | 2   | 2   | 25 | 142:171 | 77  |
| Metallurg Nowokusnezk (21)    | 56 | 12 | 3   | 2   | 3   | 5   | 31 | 127:157 | 54  |
| HK Dinamo Minsk (22)          | 56 | 12 | 1   | 2   | 2   | 5   | 34 | 124:197 | 49  |

| Charlamow Diwision        | Sp | S  | OTS | SOS | SON | OTN | N  | Tore    | Pkt |
| ------------------------- | -- | -- | --- | --- | --- | --- | -- | ------- | --- |
| Lokomotive Jaroslawl (3)  | 56 | 32 | 2   | 2   | 3   | 4   | 13 | 175:111 | 111 |
| Dinamo Riga (10)          | 56 | 24 | 3   | 2   | 1   | 3   | 23 | 132:156 | 86  |
| HK Lada Toljatti (13)     | 56 | 21 | 3   | 5   | 3   | 2   | 22 | 120:116 | 84  |
| HK Awangard Omsk (16)     | 56 | 19 | 2   | 6   | 4   | 1   | 24 | 161:164 | 78  |
| HK Sibir Nowosibirsk (19) | 56 | 15 | 1   | 5   | 5   | 2   | 28 | 146:172 | 64  |
| Amur Chabarowsk (20)      | 56 | 15 | 2   | 2   | 1   | 6   | 30 | 111:158 | 60  |

| Tarassow Diwision             | Sp | S  | OTS | SOS | SON | OTN | N  | Tore    | Pkt |
| ----------------------------- | -- | -- | --- | --- | --- | --- | -- | ------- | --- |
| HK ZSKA Moskau (4)            | 56 | 27 | 4   | 3   | 4   | 7   | 11 | 176:141 | 106 |
| HK Metallurg Magnitogorsk (6) | 56 | 25 | 2   | 11  | 1   | 2   | 15 | 174:148 | 104 |
| SKA Sankt Petersburg (8)      | 56 | 26 | 2   | 7   | 0   | 4   | 17 | 143:105 | 100 |
| HK Traktor Tscheljabinsk (12) | 56 | 24 | 0   | 2   | 3   | 5   | 22 | 142:166 | 84  |
| HK MWD Balaschicha (18)       | 56 | 20 | 2   | 4   | 0   | 1   | 29 | 142:159 | 73  |
| Chimik Woskressensk (24)      | 56 | 8  | 3   | 0   | 2   | 7   | 36 | 108:187 | 39  |

| Tschernyschow Diwision        | Sp | S  | OTS | SOS | SON | OTN | N  | Tore    | Pkt |
| ----------------------------- | -- | -- | --- | --- | --- | --- | -- | ------- | --- |
| Ak Bars Kasan (2)             | 56 | 36 | 1   | 3   | 3   | 3   | 10 | 189:123 | 122 |
| HK Dynamo Moskau (7)          | 56 | 27 | 4   | 3   | 2   | 3   | 17 | 184:143 | 100 |
| Torpedo Nischni Nowgorod (11) | 56 | 24 | 2   | 1   | 2   | 3   | 24 | 162:162 | 84  |
| Neftechimik Nischnekamsk (14) | 56 | 22 | 2   | 1   | 2   | 5   | 13 | 146:140 | 79  |
| Barys Astana (15)             | 56 | 20 | 3   | 4   | 2   | 2   | 25 | 174:191 | 78  |
| Witjas Tschechow (23)         | 56 | 8  | 2   | 3   | 5   | 7   | 33 | 134:225 | 40  |

### Beste Scorer
Abkürzungen: Sp = Spiele, T = Tore, V = Assists, Pkt = Punkte, +/- = Plus/Minus, SM = Strafminuten; Fett: Saisonbestwert
| Spieler                | Mannschaft   | Sp | T  | V  | Pkt | +/− | SM  |
| ---------------------- | ------------ | -- | -- | -- | --- | --- | --- |
| Sergei Mosjakin        | Mytischtschi | 56 | 34 | 42 | 76  | +34 | 14  |
| Jan Marek              | Magnitogorsk | 53 | 35 | 37 | 72  | +26 | 62  |
| Alexei Morosow         | Kasan        | 49 | 32 | 39 | 71  | +22 | 22  |
| Danis Saripow          | Kasan        | 56 | 34 | 31 | 65  | +26 | 26  |
| Kevin Dallman          | Astana       | 53 | 28 | 30 | 58  | +6  | 117 |
| Alexei Tereschtschenko | Ufa          | 55 | 29 | 29 | 58  | +41 | 22  |
| Alexander Koroljuk     | Mytischtschi | 56 | 21 | 32 | 53  | +21 | 34  |
| Jaromír Jágr           | Omsk         | 55 | 25 | 28 | 53  | −1  | 62  |
| Konstantin Glasatschow | Astana       | 56 | 28 | 24 | 52  | −7  | 30  |
| Alexander Pereschogin  | Ufa          | 55 | 28 | 24 | 52  | +34 | 32  |

### Beste Torhüter
Abkürzungen: Sp = Spiele, TOI = Eiszeit (in Minuten), S = Siege, N = Niederlagen, OTL = Overtime/Shootout-Teilnahmen, GT = Gegentore, SO = Shutouts, Sv% = gehaltene Schüsse (in %), GTS = Gegentorschnitt; Fett: Saisonbestwert
| Spieler               | Mannschaft       | Sp | TOI     | S  | N  | OTL | GT | SO | Sv%  | GTS  |
| --------------------- | ---------------- | -- | ------- | -- | -- | --- | -- | -- | ---- | ---- |
| Dmitri Jatschanow     | Sankt Petersburg | 22 | 1224:01 | 13 | 6  | 5   | 30 | 6  | 91,8 | 1,47 |
| Witali Kolesnik       | Mytischtschi     | 30 | 1321:58 | 16 | 5  | 6   | 35 | 5  | 94,5 | 1,59 |
| Wassili Koschetschkin | Toljatti         | 43 | 2404:09 | 21 | 16 | 6   | 66 | 8  | 93,4 | 1,65 |
| Alexander Jerjomenko  | Ufa              | 36 | 2036:16 | 27 | 5  | 2   | 59 | 3  | 93,7 | 1,74 |
| Stanislaw Galimow     | Kasan            | 26 | 1494:06 | 21 | 3  | 1   | 45 | 7  | 92,7 | 1,81 |

## Playoffs

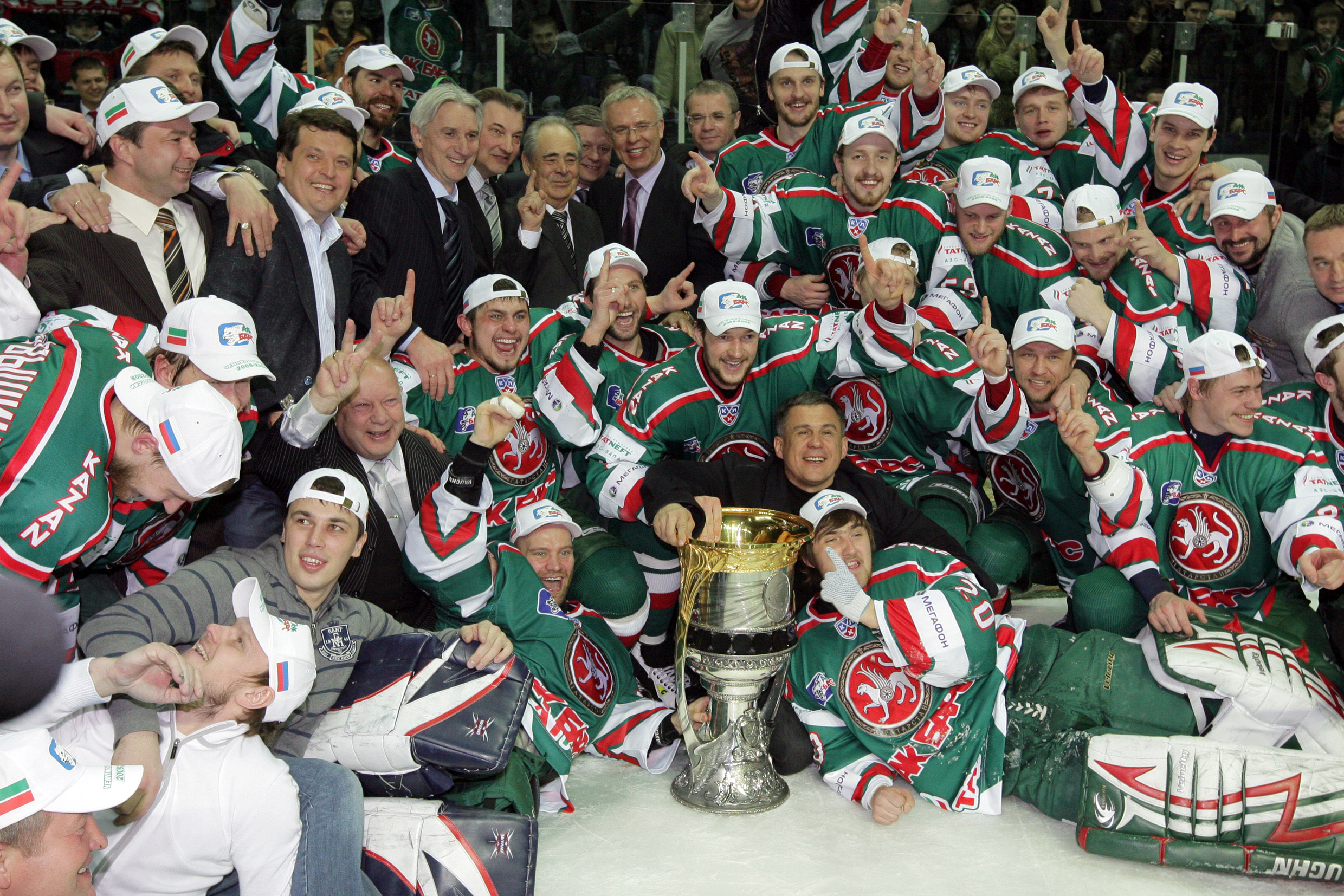
Meistermannschaft von Ak Bars Kasan

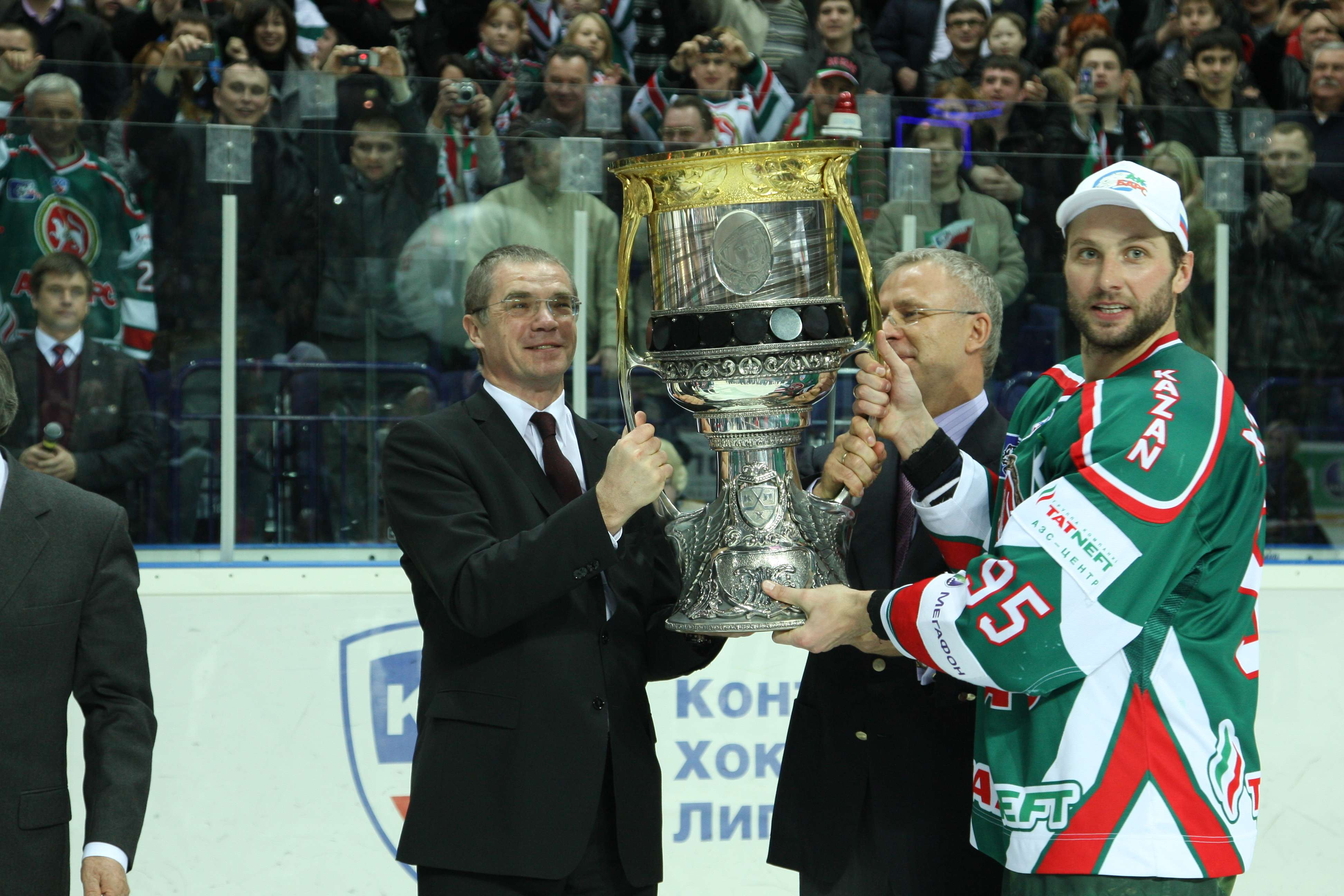
Übergabe des Gagarin-Pokals an Alexei Morosow

|  | Achtelfinale | Achtelfinale              | Achtelfinale              |                           |                           | Viertelfinale | Viertelfinale | Viertelfinale |  |  | Halbfinale | Halbfinale | Halbfinale |  |  | Finale | Finale | Finale |
|  |              |                           |                           |                           |                           |               |               |               |  |  |            |            |            |  |  |        |        |        |
|  | 2            | Ak Bars Kasan             | 3                         |                           |                           |               |               |               |  |  |            |            |            |  |  |        |        |        |
|  | 15           | Barys Astana              | 0                         |                           |                           |               |               |               |  |  |            |            |            |  |  |        |        |        |
|  | 15           | Barys Astana              | 0                         | 2                         | Ak Bars Kasan             | 3             |               |               |  |  |            |            |            |  |  |        |        |        |
|  |              |                           |                           | 2                         | Ak Bars Kasan             | 3             |               |               |  |  |            |            |            |  |  |        |        |        |
|  |              |                           | 16                        | HK Awangard Omsk          | 2                         |               |               |               |  |  |            |            |            |  |  |        |        |        |
|  | 1            | Salawat Julajew Ufa       | 16                        | HK Awangard Omsk          | 2                         | 1             |               |               |  |  |            |            |            |  |  |        |        |        |
|  | 1            | Salawat Julajew Ufa       |                           |                           |                           | 1             |               |               |  |  |            |            |            |  |  |        |        |        |
|  | 16           | HK Awangard Omsk          | 3                         |                           |                           |               |               |               |  |  |            |            |            |  |  |        |        |        |
|  | 16           | HK Awangard Omsk          | 3                         | 2                         | Ak Bars Kasan             | 4             |               |               |  |  |            |            |            |  |  |        |        |        |
|  |              |                           |                           | 2                         | Ak Bars Kasan             | 4             |               |               |  |  |            |            |            |  |  |        |        |        |
|  |              | 7                         | HK Dynamo Moskau          | 2                         |                           |               |               |               |  |  |            |            |            |  |  |        |        |        |
|  | 4            | 7                         | HK Dynamo Moskau          | 2                         | HK ZSKA Moskau            | 3             |               |               |  |  |            |            |            |  |  |        |        |        |
|  | 4            |                           |                           |                           | HK ZSKA Moskau            | 3             |               |               |  |  |            |            |            |  |  |        |        |        |
|  | 13           | HK Lada Toljatti          | 2                         |                           |                           |               |               |               |  |  |            |            |            |  |  |        |        |        |
|  | 13           | HK Lada Toljatti          | 2                         | 4                         | HK ZSKA Moskau            | 0             |               |               |  |  |            |            |            |  |  |        |        |        |
|  |              |                           |                           | 4                         | HK ZSKA Moskau            | 0             |               |               |  |  |            |            |            |  |  |        |        |        |
|  |              |                           | 7                         | HK Dynamo Moskau          | 3                         |               |               |               |  |  |            |            |            |  |  |        |        |        |
|  | 7            | HK Dynamo Moskau          | 7                         | HK Dynamo Moskau          | 3                         | 3             |               |               |  |  |            |            |            |  |  |        |        |        |
|  | 7            | HK Dynamo Moskau          |                           |                           |                           |               |               |               |  |  |            |            |            |  |  |        |        |        |
|  | 10           | Dinamo Riga               | 0                         |                           |                           |               |               |               |  |  |            |            |            |  |  |        |        |        |
|  | 10           | Dinamo Riga               | 0                         | 2                         | Ak Bars Kasan             | 4             |               |               |  |  |            |            |            |  |  |        |        |        |
|  |              |                           |                           |                           |                           |               |               |               |  |  |            |            |            |  |  |        |        |        |
|  |              | 3                         | Lokomotive Jaroslawl      | 3                         |                           |               |               |               |  |  |            |            |            |  |  |        |        |        |
|  | 3            | 3                         | Lokomotive Jaroslawl      | 3                         | Lokomotive Jaroslawl      | 3             |               |               |  |  |            |            |            |  |  |        |        |        |
|  | 3            |                           |                           |                           | Lokomotive Jaroslawl      | 3             |               |               |  |  |            |            |            |  |  |        |        |        |
|  | 14           | Neftechimik Nischnekamsk  | 1                         |                           |                           |               |               |               |  |  |            |            |            |  |  |        |        |        |
|  | 14           | Neftechimik Nischnekamsk  | 1                         | 3                         | Lokomotive Jaroslawl      | 3             |               |               |  |  |            |            |            |  |  |        |        |        |
|  |              |                           |                           | 3                         | Lokomotive Jaroslawl      | 3             |               |               |  |  |            |            |            |  |  |        |        |        |
|  |              |                           | 9                         | HK Spartak Moskau         | 0                         |               |               |               |  |  |            |            |            |  |  |        |        |        |
|  | 8            | SKA Sankt Petersburg      | 9                         | HK Spartak Moskau         | 0                         | 0             |               |               |  |  |            |            |            |  |  |        |        |        |
|  | 8            | SKA Sankt Petersburg      |                           |                           |                           | 0             |               |               |  |  |            |            |            |  |  |        |        |        |
|  | 9            | HK Spartak Moskau         | 3                         |                           |                           |               |               |               |  |  |            |            |            |  |  |        |        |        |
|  | 9            | HK Spartak Moskau         | 3                         | 3                         | Lokomotive Jaroslawl      | 4             |               |               |  |  |            |            |            |  |  |        |        |        |
|  |              |                           |                           | 3                         | Lokomotive Jaroslawl      | 4             |               |               |  |  |            |            |            |  |  |        |        |        |
|  |              | 6                         | HK Metallurg Magnitogorsk | 1                         |                           |               |               |               |  |  |            |            |            |  |  |        |        |        |
|  | 5            | 6                         | HK Metallurg Magnitogorsk | 1                         | Atlant Moskowskaja Oblast | 3             |               |               |  |  |            |            |            |  |  |        |        |        |
|  | 5            |                           |                           |                           |                           |               |               |               |  |  |            |            |            |  |  |        |        |        |
|  | 12           | HK Traktor Tscheljabinsk  | 0                         |                           |                           |               |               |               |  |  |            |            |            |  |  |        |        |        |
|  | 12           | HK Traktor Tscheljabinsk  | 0                         | 5                         | Atlant Moskowskaja Oblast | 1             |               |               |  |  |            |            |            |  |  |        |        |        |
|  |              |                           |                           | 5                         | Atlant Moskowskaja Oblast | 1             |               |               |  |  |            |            |            |  |  |        |        |        |
|  |              |                           | 6                         | HK Metallurg Magnitogorsk | 3                         |               |               |               |  |  |            |            |            |  |  |        |        |        |
|  | 6            | HK Metallurg Magnitogorsk | 6                         | HK Metallurg Magnitogorsk | 3                         | 3             |               |               |  |  |            |            |            |  |  |        |        |        |
|  | 6            | HK Metallurg Magnitogorsk |                           |                           |                           |               |               |               |  |  |            |            |            |  |  |        |        |        |
|  | 11           | Torpedo Nischni Nowgorod  | 0                         |                           |                           |               |               |               |  |  |            |            |            |  |  |        |        |        |

### Gagarin-Pokal-Sieger
| Gagarin-Pokal-Sieger Ak Bars Kasan | Torhüter: Stanislaw Galimow, Fredrik Norrena Verteidiger: Wjatscheslaw Burawtschikow, Alexei Jemelin, Dmitri Kosmatschow, Jewgeni Medwedew, Andrei Muchatschow, Ilja Nikulin, Grigori Panin, Andrei Perwyschin, Wassili Tokranow Angreifer: Nikita Alexejew, Alexei Badjukow, Jukka Hentunen, Niko Kapanen, Dmitri Kasionow, Gleb Klimenko, Andrei Kusmin, Tony Mårtensson, Alexei Morosow, Dmitri Obuchow, Oleg Petrow, Danis Saripow, Michail Schukow, Alexander Stepanow Cheftrainer: Sinetula Biljaletdinow |

### Beste Scorer
Abkürzungen: Sp = Spiele, T = Tore, V = Assists, Pkt = Punkte, +/- = Plus/Minus, SM = Strafminuten; Fett: Playoffbestwert
| Spieler            | Mannschaft    | Sp | T | V  | Pkt | +/− | SM |
| ------------------ | ------------- | -- | - | -- | --- | --- | -- |
| Alexei Morosow     | Kasan         | 21 | 8 | 11 | 19  | +9  | 12 |
| Mattias Weinhandl  | Dynamo Moskau | 12 | 6 | 10 | 16  | +8  | 4  |
| Danis Saripow      | Kasan         | 21 | 6 | 10 | 16  | +9  | 8  |
| Tony Mårtensson    | Kasan         | 21 | 7 | 9  | 16  | +10 | 2  |
| Alexei Jaschin     | Jaroslawl     | 19 | 7 | 9  | 16  | +3  | 10 |
| Josef Vašíček      | Jaroslawl     | 19 | 5 | 9  | 14  | +3  | 20 |
| Zbyněk Irgl        | Jaroslawl     | 17 | 8 | 6  | 14  | −1  | 10 |
| Alexei Michonow    | Jaroslawl     | 19 | 8 | 4  | 12  | +6  | 10 |
| Konstantin Rudenko | Jaroslawl     | 19 | 4 | 7  | 11  | +4  | 24 |
| Niko Kapanen       | Kasan         | 21 | 1 | 9  | 10  | +6  | 16 |

### Beste Torhüter
Abkürzungen: Sp = Spiele, Min = Eiszeit (in Minuten), S = Siege, N = Niederlagen, OTL = Overtime/Shootout-Teilnahmen, GT = Gegentore, SO = Shutouts, Sv% = gehaltene Schüsse (in %), GTS = Gegentorschnitt; Fett: Playoffbestwert
| Spieler            | Mannschaft    | Sp | Min     | S  | N | GT | SO | Sv%  | GTS  |
| ------------------ | ------------- | -- | ------- | -- | - | -- | -- | ---- | ---- |
| Witali Jeremejew   | Dynamo Moskau | 12 | 700:01  | 7  | 3 | 19 | 1  | 92,7 | 1,63 |
| Stanislaw Galimow  | Kasan         | 7  | 396:05  | 4  | 2 | 11 | 1  | 92,6 | 1,67 |
| Jussi Markkanen    | ZSKA Moskau   | 7  | 379:16  | 3  | 3 | 11 | 0  | 93,4 | 1,74 |
| Georgi Gelaschwili | Jaroslawl     | 19 | 1129:59 | 13 | 5 | 33 | 5  | 93,3 | 1,75 |
| Ray Emery          | Atlant        | 7  | 418:56  | 3  | 3 | 13 | 1  | 94,1 | 1,86 |

## Playoff-Details

### Achtelfinale

#### (1) Salawat Julajew Ufa – (16) HK Awangard Omsk
| 1. März 2009 13:00 Uhr (Ortszeit) | Salawat Julajew Ufa Wladimir Antipow (27:53) Wladimir Worobjow (31:33) Andrei Kuteikin (60:38) | 3:2 n. V. (0:0, 2:1, 0:1, 1:0) Spielbericht Stand: 1:0 | HK Awangard Omsk Alexander Switow (37:00) Dmitri Wlassenkow (56:18) | Ufa-Arena, Ufa, Baschkortostan Zuschauer: 8.400 |

| 2. März 2009 17:00 Uhr | Salawat Julajew Ufa | 0:1 n. P. (0:0, 0:0, 0:0, 0:0, 0:1) Spielbericht Stand: 1:1 | HK Awangard Omsk Jakub Klepiš (70:00) | Ufa-Arena, Ufa, Baschkortostan Zuschauer: 8.400 |

| 4. März 2009 16:00 Uhr | HK Awangard Omsk Jaromír Jágr (55:18) Alexander Popow (56:14) Jakub Klepiš (65:24) | 3:2 n. V. (0:0, 0:1, 2:1, 1:0) Spielbericht Stand: 2:1 | Salawat Julajew Ufa Alexei Medwedew (22:27) Witali Proschkin (59:52) | Omsk Arena, Omsk, Oblast Omsk Zuschauer: 10.200 |

| 5. März 2009 16:00 Uhr | HK Awangard Omsk Wiktor Alexandrow (01:24) Dmitri Wlassenkow (17:22) Dmitri Wlassenkow (18:00) Jaromír Jágr (42:21) | 4:1 (3:1, 0:0, 1:0) Spielbericht Stand: 3:1 | Salawat Julajew Ufa Andrei Taratuchin (05:24) | Omsk Arena, Omsk, Oblast Omsk Zuschauer: 10.200 |

#### (2) Ak Bars Kasan – (15) Barys Astana
| 2. März 2009 19:00 Uhr (Ortszeit) | Ak Bars Kasan Tony Mårtensson (07:37) Tony Mårtensson (09:59) Alexei Morosow (17:09) Alexei Morosow (36:54) | 4:2 (3:1, 1:1, 0:0) Spielbericht Stand: 1:0 | Barys Astana Konstantin Glasatschow (11:56) Denis Kotschetkow (21:54) | Tatneft-Arena, Kasan, Tatarstan Zuschauer: 5.400 |

| 3. März 2009 19:00 Uhr | Ak Bars Kasan Jukka Hentunen (07:08) Jukka Hentunen (21:11) Jukka Hentunen (22:27) Alexei Jemelin (51:20) | 4:2 (1:0, 2:1, 1:1) Spielbericht Stand: 2:0 | Barys Astana Konstantin Glasatschow (32:54) Konstantin Glasatschow (54:41) | Tatneft-Arena, Kasan, Tatarstan Zuschauer: 4.390 |

| 5. März 2009 16:00 Uhr | Barys Astana Trevor Letowski (55:35) | 1:2 n. P. (0:0, 0:1, 1:0, 0:0, 0:1) Spielbericht Stand: 0:3 | Ak Bars Kasan Gleb Klimenko (36:24) Alexei Morosow (70:00) | Sportpalast Kasachstan, Astana Zuschauer: 5.000 |

#### (3) Lokomotive Jaroslawl – (14) Neftechimik Nischnekamsk
| 1. März 2009 19:00 Uhr (Ortszeit) | Lokomotive Jaroslawl Alexei Michnow (20:56) Dmitri Sjomin (37:30) | 2:3 n. V. (0:0, 2:0, 0:2, 0:1) Spielbericht Stand: 0:1 | Neftechimik Nischnekamsk Igor Jemelejew (41:32) Andrei Iwanow (56:05) Igor Jemelejew (68:43) | Arena 2000, Jaroslawl, Oblast Jaroslawl Zuschauer: 9.046 |

| 2. März 2009 19:00 Uhr | Lokomotive Jaroslawl Alexei Jaschin (01:36) Alexei Michnow (06:12) Iwan Tkatschenko (12:26) Konstantin Rudenko (54:50) Alexei Michnow (56:54) | 5:1 (3:0, 0:1, 2:0) Spielbericht Stand: 1:1 | Neftechimik Nischnekamsk Igor Polygalow (37:45) | Arena 2000, Jaroslawl, Oblast Jaroslawl Zuschauer: 8.800 |

| 4. März 2009 19:00 Uhr | Neftechimik Nischnekamsk | 0:3 (0:0, 0:2, 0:1) Spielbericht Stand: 1:2 | Lokomotive Jaroslawl Marcus Nilson (24:47) Witali Wischnewski (34:06) Dmitri Sjomin (52:15) | SKK Neftechimik, Nischnekamsk, Tatarstan Zuschauer: 5.500 |

| 5. März 2009 19:00 Uhr | Neftechimik Nischnekamsk Dmitri Makarow (02:42) | 1:2 (1:1, 0:0, 0:1) Spielbericht Stand: 1:3 | Lokomotive Jaroslawl Josef Vašíček (07:38) Zbyněk Irgl (57:11) | SKK Neftechimik, Nischnekamsk, Tatarstan Zuschauer: 4.500 |

#### (4) HK ZSKA Moskau – (13) HK Lada Toljatti
| 2. März 2009 19:45 Uhr (Ortszeit) | HK ZSKA Moskau | 0:2 (0:0, 0:0, 0:2) Spielbericht Stand: 0:1 | HK Lada Toljatti Denis Makarow (50:07) Alexander Tschernikow (59:44) | ZSKA-Eissportpalast, Moskau Zuschauer: 3.500 |

| 3. März 2009 19:45 Uhr | HK ZSKA Moskau Sergei Schirokow (29:33) Stanislaw Schmakin (43:25) | 2:1 (0:1, 1:0, 1:0) Spielbericht Stand: 1:1 | HK Lada Toljatti Maxim Beljajew (14:35) | ZSKA-Eissportpalast, Moskau Zuschauer: 3.500 |

| 5. März 2009 17:30 Uhr | HK Lada Toljatti Stepan Sachartschuk (02:53) Denis Makarow (40:42) Jewgeni Bodrow (59:24) | 3:2 (1:0, 0:1, 2:1) Spielbericht Stand: 2:1 | HK ZSKA Moskau Anton But (27:14) Konstantin Kornejew (59:54) | Sportpalast Wolgar, Toljatti, Oblast Samara Zuschauer: 2.900 |

| 6. März 2009 17:30 Uhr | HK Lada Toljatti Jewgeni Ketow (35:49) | 1:2 (0:2, 1:0, 0:0) Spielbericht Stand: 2:2 | HK ZSKA Moskau Kirill Starkow (01:46) Denis Kuljasch (19:13) | Sportpalast Wolgar, Toljatti, Oblast Samara Zuschauer: 2.900 |

| 8. März 2009 17:00 Uhr | HK ZSKA Moskau Denis Kuljasch (17:17) Oleg Saprykin (39:02) Anton But (39:22) | 3:1 (1:0, 2:1, 0:0) Spielbericht Stand: 3:2 | HK Lada Toljatti Jewgeni Ketow (30:17) | ZSKA-Eissportpalast, Moskau Zuschauer: 4.700 |

#### (5) Atlant Moskowskaja Oblast – (12) HK Traktor Tscheljabinsk
| 1. März 2009 17:00 Uhr (Ortszeit) | Atlant Moskowskaja Oblast Albert Leschtschow (01:02) Alexander Koroljuk (50:37) Alexei Gluchow (58:12) | 3:0 (1:0, 0:0, 2:0) Spielbericht Stand: 1:0 | HK Traktor Tscheljabinsk | Mytischtschi-Arena, Mytischtschi, Oblast Moskau Zuschauer: 6.900 |

| 2. März 2009 19:00 Uhr | Atlant Moskowskaja Oblast Jewgeni Gladskich (13:11) Sergei Mosjakin (33:18) Andrei Subarew (34:10) Alexander Bumagin (50:22) Alexander Boikow (50:59) | 5:1 (1:0, 2:1, 2:0) Spielbericht Stand: 2:0 | HK Traktor Tscheljabinsk Pierre Dagenais (24:37) | Mytischtschi-Arena, Mytischtschi, Oblast Moskau Zuschauer: 6.900 |

| 13. April 2012 19:00 Uhr | HK Traktor Tscheljabinsk Andrei Nikolischin (55:45) | 1:5 (0:0, 0:3, 1:2) Spielbericht Stand: 0:3 | Atlant Moskowskaja Oblast Albert Leschtschow (25:28) Maxim Semjonow (29:51) Wadim Chomizki (33:56) Sergei Mosjakin (45:53) Alexander Koroljuk (58:26) | Eissportarena Traktor, Tscheljabinsk, Oblast Tscheljabinsk Zuschauer: 7.500 |

#### (6) HK Metallurg Magnitogorsk – (11) Torpedo Nischni Nowgorod
| 2. März 2009 17:00 Uhr (Ortszeit) | HK Metallurg Magnitogorsk Jaroslav Kudrna (20:33) Alexei Kaigorodow (46:31) Denis Platonow (49:14) Denis Platonow (55:53) | 4:1 (0:0, 1:0, 3:1) Spielbericht Stand: 1:0 | Torpedo Nischni Nowgorod Maxim Potapow (56:40) | Arena Metallurg, Magnitogorsk, Oblast Tscheljabinsk Zuschauer: 4.285 |

| 3. Februar 2009 17:00 Uhr | HK Metallurg Magnitogorsk Denis Platonow (00:56) Jan Marek (06:58) Alexei Kaigorodow (14:23) Tomáš Rolinek (31:26) | 4:2 (3:2, 1:0, 0:0) Spielbericht Stand: 2:0 | Torpedo Nischni Nowgorod Witali Nowopaschin (13:10) Renat Mamaschew (19:49) | Arena Metallurg, Magnitogorsk, Oblast Tscheljabinsk Zuschauer: 4.568 |

| 5. März 2009 19:00 Uhr | Torpedo Nischni Nowgorod Timofei Schischkanow (26:40) Andrei Nikitenko (35:02) Michail Warnakow (39:55) | 3:6 (0:2, 3:3, 0:1) Spielbericht Stand: 0:3 | HK Metallurg Magnitogorsk Jaroslav Kudrna (16:26) Jewgeni Fjodorow (17:57) Jan Marek (24:12) Stanislaw Tschistow (26:06) Igor Mirnow (27:53) Jan Marek (47:46) | Sportpalast der Gewerkschaften, Nischni Nowgorod, Oblast Nischni Nowgorod Zuschauer: 5.600 |

#### (7) HK Dynamo Moskau – (10) Dinamo Riga
| 1. März 2009 17:00 Uhr (Ortszeit) | HK Dynamo Moskau Aljaksej Kaljuschny (08:23) Aljaksej Kaljuschny (36:48) Witali Jatschmenjow (40:20) Dmitri Schitikow (50:23) | 4:0 (1:0, 1:0, 2:0) Spielbericht Stand: 1:0 | Dinamo Riga | Sportpalast Luschniki, Moskau Zuschauer: 6.500 |

| 2. März 2009 19:30 Uhr | HK Dynamo Moskau Mattias Weinhandl (01:35) Denis Denissow (16:13) Daniil Markow (32:12) Petr Čajánek (42:14) Matthias Weinhandl (46:50) Karel Rachůnek (52:42) Alexander Goroschanski (56:56) | 7:1 (2:0, 1:0, 4:1) Spielbericht Stand: 2:0 | Dinamo Riga Marcel Hossa (43:52) | Sportpalast Luschniki, Moskau Zuschauer: 6.500 |

| 4. März 2009 20:30 Uhr | Dinamo Riga Marcel Hossa (18:02) Aleksandrs Ņiživijs (23:35) Mark Hartigan (29:03) | 3:4 (1:0, 2:1, 0:3) Spielbericht Stand: 0:3 | HK Dynamo Moskau Mattias Weinhandl (21:52) Karel Rachůnek (42:14) Sergei Sinowjew (43:16) Dmitri Afanassenkow (58:20) | Arena Riga, Riga Zuschauer: 11.200 |

#### (8) SKA Sankt Petersburg – (9) HK Spartak Moskau
| 2. März 2009 19:00 Uhr (Ortszeit) | SKA Sankt Petersburg Alexander Kutscherjawenko (29:23) Juri Babenko (33:46) | 2:3 (0:1, 2:1, 0:1) Spielbericht Stand: 0:1 | HK Spartak Moskau Štefan Ružička (01:46) Štefan Ružička (26:24) Branko Radivojevič (40:49) | Eissportarena Sankt Petersburg, Sankt Petersburg Zuschauer: 9.500 |

| 3. März 2009 19:00 Uhr | SKA Sankt Petersburg Maxim Suschinski (59:33) | 1:2 n:V. (0:1, 0:0, 1:0, 0:1) Spielbericht Stand: 0:2 | HK Spartak Moskau Roman Ljudutschin (08:41) Dmitri Upper (68:26) | Eissportarena Sankt Petersburg, Sankt Petersburg Zuschauer: 10.000 |

| 5. März 2009 19:30 Uhr | HK Spartak Moskau Maxim Rybin (23:12) Branko Radivojevič (32:26) Maxim Rybin (38:04) | 3:2 (0:2, 3:0, 0:0) Spielbericht Stand: 3:0 | SKA Sankt Petersburg Igor Makarow (01:20) David Nemirovsky (17:44) | Sportpalast Sokolniki, Moskau Zuschauer: 5.500 |

### Viertelfinale

#### (2) Ak Bars Kasan – (16) HK Awangard Omsk
| 10. März 2009 19:00 Uhr (Ortszeit) | Ak Bars Kasan | 0:2 (0:1, 0:1, 0:0) Spielbericht Stand: 0:1 | HK Awangard Omsk Nikita Nikitin (09:02) Denis Jeschow (24:04) | Tatneft-Arena, Kasan, Tatarstan Zuschauer: 7.300 |

| 11. März 2009 19:00 Uhr | Ak Bars Kasan Danis Saripow (00:14) Alexei Morosow (46:24) Alexei Morosow (70:00) | 3:2 n. P. (1:0, 0:1, 1:1, 0:0, 1:0) Spielbericht Stand: 1:1 | HK Awangard Omsk Anton Below (39:28) Dmitri Wlassenkow (59:56) | Tatneft-Arena, Kasan, Tatarstan Zuschauer: 7.550 |

| 13. März 2009 16:00 Uhr | HK Awangard Omsk Wiktor Alexandrow (15:29) Dmitri Rjabykin (33:32) Jaromír Jágr (35:01) Dmitri Wlassenkow (59:41) | 4:2 (1:1, 2:1, 1:0) Spielbericht Stand: 2:1 | Ak Bars Kasan Alexander Stepanow (09:15) Tony Mårtensson (20:21) | Omsk Arena, Omsk, Oblast Omsk Zuschauer: 10.200 |

| 14. März 2009 14:00 Uhr | HK Awangard Omsk Anton Malyschew (35:47) | 1:11 (0:6, 1:3, 0:2) Spielbericht Stand: 2:2 | Ak Bars Kasan Oleg Petrow (05:46) Nikita Alexejew (06:10) Niko Kapanen (07:39) Jewgeni Medwedew (12:36) Alexei Morosow (18:34) Nikita Alexejew (19:04) Danis Saripow (25:11) Jukka Hentunen (30:49) Dmitri Obuchow (32:51) Jewgeni Medwedew (52:25) Tony Mårtensson (58:20) | Omsk Arena, Omsk, Oblast Omsk Zuschauer: 10.200 |

| 16. März 2009 19:00 Uhr | Ak Bars Kasan Alexander Stepanow (09:22) Ilja Nikulin (59:45) Oleg Petrow (62:08) | 3:2 n. V. (1:0, 0:2, 1:0, 1:0) Spielbericht Stand: 3:2 | HK Awangard Omsk Jaromír Jágr (26:07) Dmitri Rjabykin (30:21) | Tatneft-Arena, Kasan, Tatarstan Zuschauer: 8.332 |

#### (3) Lokomotive Jaroslawl – (9) HK Spartak Moskau
| 11. März 2009 19:00 Uhr (Ortszeit) | Lokomotive Jaroslawl Konstantin Rudenko (25:48) Zbyněk Irgl (31:05) Iwan Tkatschenko (36:08) | 3:1 (0:0, 3:1, 0:0) Spielbericht Stand: 1:0 | HK Spartak Moskau Štefan Ružička (21:37) | Arena 2000, Jaroslawl, Oblast Jaroslawl Zuschauer: 9.046 |

| 12. März 2009 19:00 Uhr | Lokomotive Jaroslawl Alexei Jaschin (08:22) Alexei Jaschin (35:29) Alexei Michnow (53:10) Alexander Galimow (55:05) Alexei Jaschin (58:52) | 5:3 (1:0, 1:1, 3:2) Spielbericht Stand: 2:0 | HK Spartak Moskau Alexander Drosdezki (36:59) Dmitri Tarassow (51:42) Alexei Akifjew (54:46) | Arena 2000, Jaroslawl, Oblast Jaroslawl Zuschauer: 9.046 |

| 14. März 2009 17:00 Uhr | HK Spartak Moskau Kirill Knjasew (11:04) Maxim Rybin (18:10) Denis Bajew (42:57) Ivan Baranka (52:21) | 4:5 (2:0, 0:3, 2:2) Spielbericht Stand: 0:3 | Lokomotive Jaroslawl Alexei Michnow (20:13) Alexander Kaljanin (31:41) Alexander Guskow (37:06) Alexei Michnow (43:59) Josef Vašíček (56:54) | Sportpalast Sokolniki, Moskau Zuschauer: 5.500 |

#### (4) HK ZSKA Moskau – (7) HK Dynamo Moskau
| 10. März 2009 19:45 Uhr (Ortszeit) | HK ZSKA Moskau Denis Parschin (17:29) | 1:2 (1:2, 0:0, 0:0) Spielbericht Stand: 0:1 | HK Dynamo Moskau Denis Tolpeko (01:44) Sergei Sinowjew (05:50) | ZSKA-Eissportpalast, Moskau Zuschauer: 5.400 |

| 11. März 2009 19:45 Uhr | HK ZSKA Moskau | 0:7 (0:1, 0:6, 0:0) Spielbericht Stand: 0:2 | HK Dynamo Moskau Éric Landry (18:17) Maxim Pestuschko (24:20) Éric Landry (24:31) Dmitri Afanassenkow (29:13) Éric Landry (29:52) Mattias Weinhandl (33:19) Aljaksej Kaljuschny (37:51) | ZSKA-Eissportpalast, Moskau Zuschauer: 5.500 |

| 13. März 2009 19:30 Uhr | HK Dynamo Moskau Alexei Schitnik (11:24) Karel Rachůnek (21:40) Denis Tolpeko (26:59) Karel Rachůnek (51:21) Aljaksej Kaljuschny (57:46) | 5:1 (1:0, 2:1, 2:0) Spielbericht Stand: 3:0 | HK ZSKA Moskau Iwan Chomutow (35:46) | Sportpalast Luschniki, Moskau Zuschauer: 8.100 |

#### (5) Atlant Moskowskaja Oblast – (6) HK Metallurg Magnitogorsk
| 11. März 2009 19:00 Uhr (Ortszeit) | Atlant Moskowskaja Oblast Alexander Bumagin (16:54) Andrei Subarew (68:17) | 2:1 n. V. (1:1, 0:0, 0:0, 1:0) Spielbericht Stand: 1:0 | HK Metallurg Magnitogorsk Tomáš Rolinek (14:49) | Mytischtschi-Arena, Mytischtschi, Oblast Moskau Zuschauer: 7.000 |

| 12. März 2009 19:00 Uhr | Atlant Moskowskaja Oblast Denis Archipow (02:09) Dmitri Bykow (30:24) Wadim Chomizki (41:27) | 3:4 (1:0, 1:3, 1:1) Spielbericht Stand: 1:1 | HK Metallurg Magnitogorsk Tomáš Rolinek (23:35) Wladimir Malenkich (24:05) Alexei Kaigorodow (39:26) Wladislaw Buljin (54:10) | Mytischtschi-Arena, Mytischtschi, Oblast Moskau Zuschauer: 7.100 |

| 14. März 2009 15:00 Uhr | HK Metallurg Magnitogorsk Jaroslav Kudrna (16:40) Wladimir Malenkich (28:25) Witali Atjuschow (55:01) | 3:0 (1:0, 1:0, 1:0) Spielbericht Stand: 2:1 | Atlant Moskowskaja Oblast | Arena Metallurg, Magnitogorsk, Oblast Tscheljabinsk Zuschauer: 7.770 |

| 15. März 2009 15:00 Uhr | HK Metallurg Magnitogorsk Wladimir Malenkich (19:04) Tomáš Rolinek (39:54) Alexei Kaigorodow (45:33) Nikolai Sawaruchin (58:49) | 4:2 (1:0, 1:1, 2:1) Spielbericht Stand: 3:1 | Atlant Moskowskaja Oblast Alexander Nesterow (31:43) Alexander Boikow (43:54) | Arena Metallurg, Magnitogorsk, Oblast Tscheljabinsk Zuschauer: 7.167 |

### Halbfinale

#### (2) Ak Bars Kasan – (7) HK Dynamo Moskau
| 19. März 2009 19:00 Uhr (Ortszeit) | Ak Bars Kasan Alexei Morosow (03:38) Dmitri Kasionow (28:22) Jukka Hentunen (40:49) Oleg Petrow (44:01) | 4:1 (1:0, 1:0, 2:1) Spielbericht Stand: 1:0 | HK Dynamo Moskau Sergei Sinowjew (53:09) | Tatneft-Arena, Kasan, Tatarstan Zuschauer: 7.300 |

| 20. März 2009 19:00 Uhr | Ak Bars Kasan Tony Mårtensson (39:44) Danis Saripow (58:37) | 2:3 n. V. (0:2, 1:0, 1:0, 0:1) Spielbericht Stand: 1:1 | HK Dynamo Moskau Mattias Weinhandl (01:25) Kostjantyn Kasjantschuk (19:19) Mattias Weinhandl (67:06) | Tatneft-Arena, Kasan, Tatarstan Zuschauer: 8.030 |

| 22. März 2009 17:00 Uhr | HK Dynamo Moskau | 0:1 (0:0, 0:0, 0:1) Spielbericht Stand: 1:2 | Ak Bars Kasan Danis Saripow (43:42) | Sportpalast Luschniki, Moskau Zuschauer: 8.300 |

| 23. März 2009 19:30 Uhr | HK Dynamo Moskau Éric Landry (16:57) Aljaksej Kaljuschny (23:04) Denis Denissow (31:05) Éric Landry (34:04) | 4:1 (1:1, 3:0, 0:0) Spielbericht Stand: 2:2 | Ak Bars Kasan Oleg Petrow (07:39) | Sportpalast Luschniki, Moskau Zuschauer: 8.300 |

| 25. März 2009 19:00 Uhr | Ak Bars Kasan Dmitri Obuchow (02:19) Nikita Alexejew (42:52) Dmitri Kasionow (57:40) | 3:0 (1:0, 0:0, 2:0) Spielbericht Stand: 3:2 | HK Dynamo Moskau | Tatneft-Arena, Kasan, Tatarstan Zuschauer: 8.030 |

| 27. März 2009 19:30 Uhr | HK Dynamo Moskau Aljaksej Kaljuschny (20:50) | 1:3 (0:0, 1:1, 0:2) Spielbericht Stand: 2:4 | Ak Bars Kasan Alexei Badjukow (33:32) Oleg Petrow (45:54) Jukka Hentunen (58:34) | Sportpalast Luschniki, Moskau Zuschauer: 8.300 |

#### (3) Lokomotive Jaroslawl – (6) HK Metallurg Magnitogorsk
| 20. März 2009 19:00 Uhr (Ortszeit) | Lokomotive Jaroslawl | 0:3 (0:0, 0:2, 0:1) Spielbericht Stand: 0:1 | HK Metallurg Magnitogorsk Jan Marek (25:04) Igor Mirnow (37:41) Jan Marek (59:43) | Arena 2000, Jaroslawl, Oblast Jaroslawl Zuschauer: 9.046 |

| 21. März 2009 17:00 Uhr | Lokomotive Jaroslawl Dmitri Sjomin (04:52) Sergei Konkow (14:54) Johan Åkerman (36:06) Zbyněk Irgl (41:05) Alexander Galimow (43:35) Dmitri Sjomin (47:10) | 6:1 (2:1, 1:0, 3:0) Spielbericht Stand: 1:1 | HK Metallurg Magnitogorsk Jewgeni Warlamow (19:50) | Arena 2000, Jaroslawl, Oblast Jaroslawl Zuschauer: 9.046 |

| 23. März 2009 17:00 Uhr | HK Metallurg Magnitogorsk Jan Marek (12:37) Tomáš Rolinek (51:11) | 2:4 (1:1, 0:2, 1:1) Spielbericht Stand: 1:2 | Lokomotive Jaroslawl Ilja Gorochow (15:59) Alexei Jaschin (20:38) Zbyněk Irgl (38:26) Alexei Wassiljew (56:31) | Arena Metallurg, Magnitogorsk, Oblast Tscheljabinsk Zuschauer: 7.707 |

| 24. März 2009 17:00 Uhr | HK Metallurg Magnitogorsk | 0:4 (0:2, 0:2, 0:0) Spielbericht Stand: 1:3 | Lokomotive Jaroslawl Witali Wischnewski (06:20) Alexei Jaschin (12:34) Konstantin Rudenko (30:55) Iwan Tkatschenko (37:52) | Arena Metallurg, Magnitogorsk, Oblast Tscheljabinsk Zuschauer: 7.752 |

| 26. März 2009 19:00 Uhr | Lokomotive Jaroslawl Josef Vašíček (37:10) Marcus Nilson (39:34) | 2:0 (0:0, 2:0, 0:0) Spielbericht Stand: 4:1 | HK Metallurg Magnitogorsk | Arena 2000, Jaroslawl, Oblast Jaroslawl Zuschauer: 9.046 |

### Finale

#### (2) Ak Bars Kasan – (3) Lokomotive Jaroslawl
| 2. März 2009 19:00 Uhr (Ortszeit) | Ak Bars Kasan | 0:3 (0:0, 0:3, 0:0) Spielbericht Stand: 0:1 | Lokomotive Jaroslawl Zbyněk Irgl (28:13) Konstantin Rudenko (31:53) Zbyněk Irgl (37:03) | Tatneft-Arena, Kasan, Tatarstan Zuschauer: 8.240 |

| 3. März 2009 19:00 Uhr | Ak Bars Kasan Tony Mårtensson (16:33) Dmitri Obuchow (49:43) Ilja Nikulin (58:46) Andrei Perwyschin (60:47) | 4:3 n. V. (1:3, 0:0, 2:0, 1:0) Spielbericht Stand: 1:1 | Lokomotive Jaroslawl Alexei Jaschin (08:48) Nikita Kljukin (09:02) Sergei Konkow (13:13) | Tatneft-Arena, Kasan, Tatarstan Zuschauer: 7.882 |

| 5. März 2009 17:00 Uhr | Lokomotive Jaroslawl Marcus Nilson (03:44) Zbyněk Irgl (32:32) Johan Åkerman (39:11) | 3:0 (1:0, 2:0, 0:0) Spielbericht Stand: 2:1 | Ak Bars Kasan | Arena 2000, Jaroslawl, Oblast Jaroslawl Zuschauer: 9.046 |

| 6. März 2009 19:00 Uhr | Lokomotive Jaroslawl Johan Åkerman (17:41) Josef Vašíček (28:38) | 2:5 (1:2, 1:3, 0:0) Spielbericht Stand: 2:2 | Ak Bars Kasan Alexei Morosow (02:42) Jukka Hentunen (08:31) Dmitri Obuchow (21:01) Jukka Hentunen (21:28) Tony Mårtensson (34:56) | Arena 2000, Jaroslawl, Oblast Jaroslawl Zuschauer: 9.046 |

| 8. März 2009 19:00 Uhr | Ak Bars Kasan Danis Saripow (06:35) Dmitri Obuchow (43:54) | 2:3 (1:0, 0:1, 1:2) Spielbericht Stand: 2:3 | Lokomotive Jaroslawl Alexei Kudaschow (22:39) Alexei Michnow (41:48) Josef Vašíček (46:57) | Tatneft-Arena, Kasan, Tatarstan Zuschauer: 8.295 |

| 10. März 2009 19:00 Uhr | Lokomotive Jaroslawl Zbyněk Irgl (44:43) Alexei Michnow (45:45) | 2:3 n. V. (0:1, 0:0, 2:1, 0:1) Spielbericht Stand: 3:3 | Ak Bars Kasan Alexei Morosow (19:41) Danis Saripow (48:02) Jukka Hentunen (61:08) | Arena 2000, Jaroslawl, Oblast Jaroslawl Zuschauer: 9.046 |

| 12. März 2009 17:00 Uhr | Ak Bars Kasan Alexei Morosow (50:04) | 1:0 (0:0, 0:0, 1:0) Spielbericht Stand: 4:3 | Lokomotive Jaroslawl | Tatneft-Arena, Kasan, Tatarstan Zuschauer: 8.294 |

## All-Star-Game
Im Rahmen der Spielzeit wurde am 10. Januar 2009 das 1. KHL All-Star Game veranstaltet. Dabei trafen zwei von den Fans gewählte Mannschaften aufeinander. Das nach Alexei Jaschin benannte und von ihm angeführte Team bestand aus russischen Spielern, während die nach Jaromír Jágr benannte und angeführte Mannschaft Spieler aus dem Rest der Welt stellte. Über das Austragungsformat Russland gegen den Rest der Welt oder Ost gegen West konnten ebenfalls die Fans bestimmen. Als Cheftrainer wurden für das Team Jaschin Sergei Michaljow, seines Zeichens Trainer von Titelverteidiger Salawat Julajew Ufa, und für das Team Jágr der Kanadier Barry Smith, Cheftrainer des SKA Sankt Petersburg, bestimmt.
Der Austragungsort der Partie war der Rote Platz in Moskau, womit das Spiel unter freiem Himmel bei Temperaturen um −16 °C abgehalten wurde. Dort wurde für das Spiel eine temporäre Spielfläche installiert. Dem Spiel, das Jágrs Team knapp mit 7:6 gewann, wohnten 2.500 Zuschauer bei. Im Team der Weltauswahl befanden sich neben Jágr unter anderem Marcel Hossa, Robert Esche, Ray Emery, Ben Clymer und Pavel Brendl.

## Besondere Vorkommnisse
Während der am 13. Oktober 2008 im Eispalast Witjas ausgetragenen Partie zwischen HK Awangard Omsk und Witjas Tschechow kollabierte der 19-jährige Alexei Tscherepanow kurz vor Spielende. Wiederbelebungsmaßnahmen blieben erfolglos. Der für Awangard spielende Tscherepanow galt als hoffnungsvolles Talent, das bereits bei mehreren internationalen Turnieren auf sich aufmerksam gemacht hatte und dem der Sprung in die nordamerikanische NHL zugetraut wurde.
Für erneutes Aufsehen sorgte der HK Awangard Omsk auch in der Folge. Am 8. Januar 2009 beurlaubten sie mit dem Kanadier Wayne Fleming bereits den zweiten Cheftrainer in der laufenden Saison. Die Entlassung geschah untypischerweise während der zweiten Drittelpause im Spiel gegen Witjas Tschechow beim Stand von 0:1. Den Rest der Partie, die Omsk noch mit 2:1 gewann, betreute der bisherige Assistenztrainer Igor Nikitin das Team. Später stellte sich jedoch heraus, dass Fleming weiterhin das Amt bekleiden sollte und lediglich in diesem einen Drittel vom Manager freigestellt worden war.

## Auszeichnungen
| Auszeichnung                                     | Spieler                    | Team                      |
| ------------------------------------------------ | -------------------------- | ------------------------- |
| Wertvollster Spieler (Golden Stick)              | Danis Saripow              | Ak Bars Kasan             |
| Wertvollster Spieler der Playoffs                | Alexei Morosow             | Ak Bars Kasan             |
| Bester Torhüter                                  | Georgi Gelaschwili         | Lokomotive Jaroslawl      |
| Topscorer                                        | Sergei Mosjakin            | Atlant Moskowskaja Oblast |
| Bester Torschütze                                | Jan Marek                  | HK Metallurg Magnitogorsk |
| Verteidiger-Topscorer                            | Kevin Dallman              | Barys Astana              |
| Topjäger-Trio                                    | Danis Saripow              | Ak Bars Kasan             |
| Topjäger-Trio                                    | Tony Mårtensson            | Ak Bars Kasan             |
| Topjäger-Trio                                    | Alexei Morosow             | Ak Bars Kasan             |
| Fairster Spieler                                 | Sergei Mosjakin            | Atlant Moskowskaja Oblast |
| Fairster Spieler                                 | Andrei Perwyschin          | Ak Bars Kasan             |
| Ironman Award (Meiste Spiele in 3 Jahren)        | Danis Saripow              | Ak Bars Kasan             |
| Second Award (Frühestes und spätestes Saisontor) | Aljaksej Kaljuschny (0:08) | HK Dynamo Moskau          |
| Second Award (Frühestes und spätestes Saisontor) | Igor Jemelejew (68:43)     | Neftechimik Nischnekamsk  |
| Bester Rookie                                    | Ilja Proskurjakow          | HK Metallurg Magnitogorsk |
| Bester Veteran                                   | Oleg Petrow                | Ak Bars Kasan             |
| Bester Trainer                                   | Sinetula Biljaletdinow     | Ak Bars Kasan             |
| Bester General Manager                           | Juri Jakowlew              | Lokomotive Jaroslawl      |
| Bester Schiedsrichter                            | Wjatscheslaw Buljanow      |                           |
| Lauteste Fans                                    | Lauteste Fans              | Dinamo Riga               |

All-Star-Team
| Angriff:      | Danis Saripow – Alexei Tereschtschenko – Alexei Morosow |
| Verteidigung: | Kevin Dallman – Ilja Nikulin                            |
| Tor:          | Georgi Gelaschwili                                      |

Spieler des Monats
| Monat     | Torwart                                     | Verteidiger                                  | Stürmer                                        | Rookie                                 |
| --------- | ------------------------------------------- | -------------------------------------------- | ---------------------------------------------- | -------------------------------------- |
| September | Alexander Jerjomenko (Salawat Julajew Ufa)  | Magnus Johansson (Atlant Moskowskaja Oblast) | Sergei Mosjakin (Atlant Moskowskaja Oblast)    | Maxim Kizyn (Metallurg Nowokusnezk)    |
| Oktober   | Witali Kolesnik (Atlant Moskowskaja Oblast) | Ilja Nikulin (Ak Bars Kasan)                 | Jan Marek (HK Metallurg Magnitogorsk)          | Andrei Kolesnikow (Witjas Tschechow)   |
| November  | Robert Esche (SKA Sankt Petersburg)         | Konstantin Kornejew (HK ZSKA Moskau)         | Alexei Tereschtschenko (Salawat Julajew Ufa)   | Stanislaw Galimow (Ak Bars Kasan)      |
| Dezember  | Martin Prusek (Dinamo Riga)                 | Karel Rachůnek (HK Dynamo Moskau)            | Danis Saripow (Ak Bars Kasan)                  | Alexander Wassiljew (Witjas Tschechow) |
| Januar    | Witali Jeremejew (HK Dynamo Moskau)         | Witali Proschkin (Salawat Julajew Ufa)       | Alexander Koroljuk (Atlant Moskowskaja Oblast) | Alexander Wassiljew (Witjas Tschechow) |
| Februar   | Dimitrij Kotschnew (HK Spartak Moskau)      | Peter Podhradský (Torpedo Nischni Nowgorod)  | Danis Saripow (Ak Bars Kasan)                  | Stepan Sachartschuk (HK Lada Toljatti) |
| März      | Georgi Gelaschwili (Lokomotive Jaroslawl)   | Ilja Nikulin (Ak Bars Kasan)                 | Mattias Weinhandl (HK Dynamo Moskau)           | –                                      |